# قائمة جزر تونس
تحتوي هذه المقالة على قائمة الجزر في تونس، القائمة الكاملة تتكون من حوالي 60 جزيرة وجزيرة صغيرة.
| اسم الجزيرة أو الأرخبيل | عدد الجزر (بما فيهم الصغيرة) | الولاية  | تفاصيل |
| ----------------------- | ---------------------------- | -------- | --- |
| قرقنة                   | 14                           | صفاقس    | شرقي، غربي، قرمدي، الرومدية، الرقادية، سفنو، شرمندية، شهيمة، قبلية، جبلية، الفروخ، فركيك، بالغرسة، الحاج حميدة، لزداد |
| جالطة                   | 6                            | بنزرت    | جالطة، جاليطون، الفوشال، جزر الكلاب (غالو، بولاسترو، غالينا)                                                          |
| زمبرة                   | 4                            | نابل     | زمبرة، زمبرتا، لانتورشو، الكاتيدرائية                                                                                 |
| الكنائس                 | 4                            | صفاقس    | البسيلة، الهجار، اللبوة، الغربية                                                                                      |
| جربة                    | 4                            | مدنين    | جربة، القطعاية البحرية، القطعاية القبلية، جليج                                                                        |
| القاني                  | 2                            | بنزرت    | القاني الكبير، القاني الصغير                                                                                          |
| رشادة الأخوان           | 2                            | بنزرت    | |
| قورية                   | 2                            | المنستير | قورية الكبيرة، قورية الصغيرة                                                                                          |
| قمنارية                 | 1                            | بنزرت    | |
| الجزيرة المنبسطة        | 1                            | بنزرت    | |
| شكلي                    | 1                            | تونس     | |
| الديماس                 | 1                            | المنستير | |
| الجبل (الشابة)          | 2                            | المهدية  | الجبل ، القطعاية |